# 19820 Стоверс
19820 Стоверс (19820 Stowers) — астероїд головного поясу, відкритий 24 вересня 2000 року.
Тіссеранів параметр щодо Юпітера — 3,313.